# Bolteniopsis prenanti
Bolteniopsis prenanti är en sjöpungsart som beskrevs av Radovan Harant 1927. Bolteniopsis prenanti ingår i släktet Bolteniopsis och familjen lädermantlade sjöpungar. Inga underarter finns listade.